# Ірада Ашумова
Ірада Сулеман кизи Ішумова (азерб. İradə Süleyman qızı Aşumovam; нар. 25 лютого 1958, Баку, Азербайджанська РСР) — азербайджанський стрілець, бронзова призерка Олімпійських ігор 2004 року, призерка чемпіонатів світу.

## Біографія
Ірада Ішумлва народилася 25 лютого 1958 року в місті Баку.
У 1985 році виступила у складі збірної СРСР на  чемпіонаті світу та завоювала свою першу медаль, ставши срібною призеркою у стрільбі з пневматичного пістолета з відстані 10 метрів. Через велику конкуренцію в збірній СРСР не потрапляла до її складу на Олімпійські ігри. Дебютувала на цих змаганнях на Олімпійських іграх в Атланті у віці 38-ми років, представляючи незалежну збірну Азербайджану. У 1998 та 2002 роках ставала срібною призеркою чемпіонатів світу зі стрільби з пістолета на відстані 25 метрів. На Олімпійських іграх в Афінах підтвердила свій високий рівень у цій дисципіпні, ставши бронзовою призеркою. Загалом у кар'єрі спортсменки участь у чотирьох Олімпійських іграх (1996, 2000, 2004 та 2012), а також у домашніх Європейських іграх 2015 року.
Одружена зі своїм тренером Володимиром Луньовим, має сина Руслана Луньова, який також займається стрілецьким спортом, та представляв Азербайджан на Олімпійських іграх 2016 року. Викладає в Азербайджанському інституті фізкультури та спорту в Баку.

## Виступи на Олімпійських іграх
| Олімпіада    | Дисципліна                       | Місце |
| ------------ | -------------------------------- | ----- |
| Атланта 1996 | пневматичний пістолет, 10 метрів | 10    |
| Атланта 1996 | пістолет, 25 метрів              | 15    |
| Сідней 2000  | пневматичний пістолет, 10 метрів | AC    |
| Сідней 2000  | пістолет, 25 метрів              | 31    |
| Афіни 2004   | пневматичний пістолет, 10 метрів | 8     |
| Афіни 2004   | пістолет, 25 метрів              | 3     |
| Лондон 2012  | пневматичний пістолет, 10 метрів | 39    |
| Лондон 2012  | пістолет, 25 метрів              | 23    |